# リグリア軍集団
リグリア軍集団(Heeresgruppen Ligurien, LXXXXVII Army)は第二次世界大戦中のイタリア社会共和国(RSI)の国軍である共和国軍 (Esercito Nazionale Repubblicano、ENR)のために作られた軍の編成。1943年に編成され1945年まで存在した。リグリア軍集団はドイツ部隊とイタリア部隊からなり、時にドイツ国防軍の編成下に移行された。

## 前史
1943年10月16日、ラステンブルク議定書がドイツとイタリアの間に調印され、4個師団の軍編成を集めることが許可された。これらの師団は第1「イタリア」歩兵師団、第2「リットリオ」歩兵師団、第3「サン･マルコ」海兵師団、第4「モンテ・ローザ」山岳師団の4個師団で最終的に総員52,000名に及んだ。
1944年7月、最初の3師団が訓練を終え、前線へと送られた。黒い旅団やテンスフローティラMASなど他の小さいRSIの部隊と同じように、新編された師団は通常パルチザン掃討に参加し、例外的に、限定的な前線戦闘行動を行った。最後の師団が訓練を終えた後、これらの部隊はドイツ部隊と合流し、リグリア軍集団を構成した。軍集団の司令官にはイタリアのアルフレード・グッツォーニ(en:Alfredo Guzzoni)がついた。RSIの国防省のロドルフォ・グラツィアーニがRSI全軍の司令官であった。

## 戦闘序列
1945年4月30日時点での戦闘序列。
- 第75兵団
  - ドイツ軍第5山岳師団
  - イタリア軍第2「リットリオ」歩兵師団
  - ドイツ軍第34歩兵師団

- ロンバルディア兵団
  - イタリア軍第3「サン･マルコ」海兵師団
  - 第134ドイツ歩兵連隊
  - 第4「モンテ・ローザ」山岳師団

第1「イタリア」歩兵師団はドイツ第14軍に合流した。

## 降伏
1945年5月1日、グラッツィアーニは指揮下にあるRSI軍に武器を捨てるように命令し、リグリア軍集団は消滅した。ドイツ軍の上級大将であったハインリヒ・フォン・フィーティングホフはイタリア国内の全枢軸軍の無条件降伏に合意し、5月2日正午をもって指揮下の全部隊が降伏した。

## 註
1. 1 2  The Decline and Fall of Nazi Germany and Imperial Japan, Hans Dollinger, Library of Congress Catalogue Card Number 67-27047